# María Francisca de Silva Hurtado de Mendoza
María Francisca Ildefonsa de Silva Hurtado de Mendoza de la Vega y Luna Sandoval y Rojas (23 de enero de 1707-5 de febrero de 1770) fue la XI duquesa del Infantado, IX duquesa de Lerma, VII duquesa de Pastrana, VII duquesa de Estremera, XII condesa del Real de Manzanares, X condesa del Cid, IX condesa de Ampudia, XII marquesa de Santillana, IX marquesa de Cea, VIII marquesa de Almenara, VII princesa de Éboli.
Gobernó su casa guardando el viejo espíritu austracista frente a las nuevas ideas enciclopedistas del siglo XVIII. Tuvo que hacer frente a diversos pleitos que le discutían la propiedad del ducado.